# Qobu
Qobu è un comune dell'Azerbaigian situato nel distretto di Abşeron. Conta una popolazione di 7 997 abitanti.